# بونديرسبيتز
بونديرسبيتز (بالإنجليزية: Bunderspitz)‏ هو أحد جبال سلسلة جبال الألب البرنية وجزء من القمة الأم فيرست يقع في كانتون برن، سويسرا. يبلغ ارتفاع الجبل حوالي 2546 متر، بينما يبلغ ارتفاع نتوء الجبل 98 متر.